# Rönnberget
Rönnberget este o arie protejată (arie specială de conservare — SAC, sit de importanță comunitară — SCI) din Suedia întinsă pe o suprafață de 233,4 ha, integral pe uscat.

## Localizare
Centrul sitului Rönnberget este situat la coordonatele 65°09′52″N 16°39′38″E / 65.1644°N 16.6606°E.

## Înființare
Situl Rönnberget a fost declarat sit de importanță comunitară în ianuarie 1998 pentru a proteja 1 specie de plante. Situl a fost protejat și ca arie specială de conservare în martie 2011.

## Biodiversitate
Situată în ecoregiunea boreală, aria protejată conține 5 habitate naturale: Cursuri de apă de la nivel de câmpie la nivel montan, cu vegetație Ranunculion fluitantis și Callitricho-Batrachion, Mlaștini turboase de tranziție și turbării mișcătoare, Mlaștini împădurite, Taiga vestică, Turbării Aapa.
La baza desemnării sitului se află o specie protejată de  plante: Ranunculus lapponicus.